# Carlo Morosini
Carlo Morosini (* 5. Februar 1809 in Lugano; † 12. Februar 1874 ebenda) war ein Schweizer Rechtsanwalt, Politiker, Richter und Staatsrat (Freisinnig-Demokratische Partei, FDP).

## Leben
Carlo Morosini war Sohn des Offiziers in holländischen Diensten Pietro und dessen Ehefrau Gräfin Clara geborene Rusca. Er heiratete Marianna Riva. Er studierte Rechtswissenschaften an der Universität Pavia, promovierte Doktor der Rechte, widmete sich dann der Justiz und wurde schliesslich Richter am Appellationsgericht des Kantons Tessin ab 1873.
Er nahm am Sonderbundskrieg teil und diente als Adjutant von Oberst Giacomo Luvini-Perseghini. Als Politiker der Liberalen Partei war er Regierungskommissar des Bezirks Lugano und, nachdem er dieses Amt zuvor abgelehnt hatte, war er Mitglied des Tessiner Staatsrats im Jahr 1854 und von 1861 bis 1869 Leiter des Finanzdepartements (Präsident von 1864 bis 1865).